# Wikimedianin Roku
Wikimedianin Roku, przed 2017 Wikipedysta Roku – doroczna nagroda przyznawana przez założyciela Wikipedii, Jimmy’ego Walesa, wyróżniająca najważniejsze osiągnięcia wikipedystów oraz osób zaangażowanych w ruch Wikimedia. Ustanowione w 2011 wyróżnienie jest tradycyjnie wręczane w trakcie konferencji Wikimania.

## Laureaci
| Rok  | Laureat | Laureat                     | Główny projekt                 | Opis |
| ---- | ------- | --------------------------- | ------------------------------ | --- |
| 2011 |         | Rauan Kenzekanuły           | kazachskojęzyczna Wikipedia    | Kenzekanuły został uhonorowany za rekrutację stabilnej społeczności w celu poprawy kazachskiej Wikipedii, która w ciągu roku wzrosła z 4 do ponad 200 aktywnych redaktorów oraz od 7000 do 130 000 artykułów. Wales został jednak skrytykowany przez innych wikipedystów ze względu na powiązania Kenzekanułego z rządem Kazachstanu. |
| 2012 |         | Demmy                       | Wikipedia w języku joruba      | Był autorem bota, który przetłumaczył 15 000 krótkich artykułów z języka angielskiego na język joruba używany w Nigerii. |
| 2013 |         | Rémi Mathis                 | francuskojęzyczna Wikipedia    | Został wyróżniony za rolę, jaką odegrał w kontrowersyjnych okolicznościach związanych z francuskojęzycznym artykułem Wojskowa stacja radiowa Pierre-Sur-Haute. |
| 2014 |         | Ihor Kostenko               | ukraińskojęzyczna Wikipedia    | Kostenko, aktywista związany z Euromajdanem, był redaktorem ukraińskojęzycznej Wikipedii i aktywnie promował ją w serwisach społecznościowych. 20 lutego 2014 r. podczas protestu został zabity. Nagrodę otrzymał pośmiertnie. |
| 2015 |         | nieznany                    | Wikimedia Commons              | Wales wyróżnił anonimowego edytora z Wenezueli in pectore, który został wygnany za publikowanie zdjęć protestów antyrządowych. |
| 2016 |         | Emily Temple-Wood           | anglojęzyczna Wikipedia        | Zostały pierwszymi laureatkami, które postanowiły walczyć z dyskryminacją w Wikipedii – podjęły działania na rzecz zwiększenia liczby i poprawienia jakości artykułów o kobietach. Temple-Wood stworzyła ok. 400 artykułów i ulepszyła setki, z których wiele dotyczy kobiet naukowców oraz LGBT i zdrowia kobiet. Stephenson-Goodknight poprawiła ponad 3 tys. artykułów, współtworzyła przestrzeń, w której przyjmowała nowych uczestników i współtworzyła projekty skierowane do kobiet, m.in. WikiWomen’s User Group, WikiProject Women i kampanię Women in Red. |
| 2016 |         | Rosie Stephenson-Goodknight | anglojęzyczna Wikipedia        | Zostały pierwszymi laureatkami, które postanowiły walczyć z dyskryminacją w Wikipedii – podjęły działania na rzecz zwiększenia liczby i poprawienia jakości artykułów o kobietach. Temple-Wood stworzyła ok. 400 artykułów i ulepszyła setki, z których wiele dotyczy kobiet naukowców oraz LGBT i zdrowia kobiet. Stephenson-Goodknight poprawiła ponad 3 tys. artykułów, współtworzyła przestrzeń, w której przyjmowała nowych uczestników i współtworzyła projekty skierowane do kobiet, m.in. WikiWomen’s User Group, WikiProject Women i kampanię Women in Red. |
| 2017 |         | Felix Nartey                | anglojęzyczna Wikipedia        | Nartey dodaje treści o swoim kraju pochodzenia – Ghanie – i prowadzi kilka akcji mających na celu promowanie znaczenia edycji Wikipedii. Walles wspomniał, że laureat odegrał kluczową rolę w organizacji drugiej edycji konferencji Wiki Indaba 2017 w Akrze oraz w tworzeniu lokalnych społeczności w Afryce. |
| 2018 |         | Farhad Fatkullin            | tatarskojęzyczna Wikipedia     | Pomaga rozwijać te społeczności wikipedystów w Rosji, które używają języki mniejszości narodowych, w tym jego ojczysty język tatarski. Dzięki znajomości angielskiego pomógł włączyć się im, po latach izolacji, w główny nurt ruchu Wikimedia. |
| 2019 |         | Emna Mizouni                | arabskojęzyczna Wikipedia      | Organizatorka kilkunastu konferencji Wikimedia, w tym pierwszej konferencji WikiArabia. |
| 2020 |         | Sandister Tei               | anglojęzyczna Wikipedia        | Tei wniosła wkład do artykułów na temat pandemii COVID-19 w Ghanie |
| 2021 |         | Alaa Najjar                 | arabskojęzyczna Wikipedia      | Najjar otrzymał wyróżnienie na zdalnej konferencji Wikimania 2021 za swoją pracę na Wikipedii arabskojęzycznej w obszarze medycyny, w szczególności na temat COVID-19. |
| 2022 |         | Olga Paredes                | hiszpańskojęzyczna Wikipedia   | Olga Paredes została wyróżniona podczas wirtualnej konferencji Wikimania 2022 za przywództwo w społecznościach takich jak Wikimujeres i Wikimedistas de Bolivia, a także za zachęcanie innych, zwłaszcza kobiet, do rozwijania ruchu Wikimedia. |
| 2023 |         | Taufik Rosman               | Wikidata, malajski Wikisłownik | Taufik został uhonorowany na konferencji Wikimania 2023 w Singapurze za ogromny wkład w rozwój malajskiego Wikisłownika i za pomoc w budowaniu pozytywnej społeczności malezyjskich edytorów Wikimedia. |
| 2024 |         | Hannah Clover               | anglojęzyczna Wikipedia        | Pochodząca z Kanady Hannah Clover, znana również jako Clovermoss, zebrała historie ponad 200 edytorów w ramach swojego projektu „refleksje edytorów”. Była również orędowniczką nowych edytorów i osób redagujących treści na smartfonach. W wieku 21 lat była najmłodszą laureatką tej nagrody. |
| 2025 |         | Robert Sim                  | anglojęzyczna Wikipedia        | Znany również jako Robertsky, Robert Sim koncentruje się na ulepszaniu treści związanych z Singapurem w Wikipedii. Brał również udział w utworzeniu grupy użytkowników Wikimedians of Singapore w 2023 roku. W tym samym roku pomógł również w koordynacji Wikimanii 2023 w Singapurze.. |

### Wyróżnienia honorowe
| Rok  | Laureat                     | Laureat           | Główny projekt               | Opis |
| ---- | --------------------------- | ----------------- | ---------------------------- | --- |
| 2015 | Susanna (2012)              | Susanna Mkrtczjan | ormiańskojęzyczna Wikipedia  | Mkrtchyan przeprowadziła kampanię „Jeden Ormianin – jeden artykuł”, a także WikiCamp – intensywny obóz młodzieżowy, którego celem było szkolenie nowych redaktorów Wikipedii i Wikisłownika.   |
| 2015 | Gill podczas Wikimanii 2016 | Satdeep Gill      | pendżabskojęzyczna Wikipedia | Zaangażowanie Gilla w zachęcanie ludzi na swoim uniwersytecie do redagowania Wikipedii sprawiło, że w 2007 roku pendżabska Wikipedia była najszybciej rozwijającą się nieanglojęzyczną wersją. |
| 2016 | Mardetanha (2017)           | Mardetanha        | perskojęzyczna Wikipedia     | Stworzył oddział Biblioteki Wikipedii w języku perskim. |
| 2016 | Atanassova (2013)           | Wasja Atanasowa   | bułgarskojęzyczna Wikipedia  | Ustanowiła konkurs #100wikidays, który zakładał, że wikipedysta ma utworzyć jeden artykuł dziennie przez sto dni.                                                                              |
| 2017 |                             | Diego Gómez       |                              | Kolumbijski student, który był ścigany z powodu naruszenia praw autorskich po udostępnieniu pracy naukowej online. Później został uniewinniony.                                                |
| 2018 |                             | Nahid Sultan      | bengalskojęzyczna Wikipedia  | Za rozwój Wikimedia Bangladesh, a także działania na rzecz międzynarodowej społeczności Wikimedia.                                                                                             |
| 2018 |                             | Jess Wade         | anglojęzyczna Wikipedia      | |

## Nowicjusz roku
| Rok  | Laureat | Laureat            | Główny projekt     | Opis |
| ---- | ------- | ------------------ | ------------------ | --- |
| 2021 |         | Carma Citrawati    | WikiPustaka        | Citrawati odegrała kluczową rolę w rozwoju balijskiej wersji Wikiźródeł o nazwie WikiPustaka, dzięki działaniom na rzecz digitalizacji i tłumaczenia starożytnych balijskich pism, pierwotnie zapisanych na liściach palmowych.                                                             |
| 2022 |         | Nkem Ekene Osuigwe |                    | Dr Nkem Ekene Osugiwe rozpoczęła współpracę pomiędzy Wikimedia Foundation a African Library and Information Associations & Institutions, która to współpraca doprowdziła do powstania 27 000 edycji. Jej sukces przyczynił się do przeszkolenia 300 bibliotekarzy i bibliotekarek z Afryki. |
| 2023 |         | Eugene Ormandy     | japońska Wikipedia | Ormandy stworzył dwie grupy użytkowników Wikimedia: Społeczność studentów Wikipedii na Uniwersytecie Waseda w Tokio oraz Klub Wikipedystów Toumon w Japonii. Jest pierwszym laureatem tej nagrody z Japonii.                                                                                |